# پارک تفریحی بخدی
پارک تفریحی بخدی (انگلیسی: Bokhdi Amusement Park) یک شهربازی در شبرغان افغانستان بود. پس از تصرف شبرغان توسط طالبان در سال ۲۰۲۱، ویدئوهایی که جنگجویان طالبان را سوار بر ماشین‌های ضربه‌گیر و کاروسل نشان می‌داد در توییتر پخش شد. اما یک روز بعد به دلیل وجود مجسمه‌هایی در پارک که حرام می‌دانستند، در آتش سوخت.